# Yuet Wai Kan
Yuet Wai Kan (* 11. Juni 1936 in Hongkong) ist ein chinesisch-US-amerikanischer Hämatologe und Genetiker an der University of California, San Francisco.

## Leben
Kan erwarb 1958 an der University of Hong Kong einen M.B., B.S. (Bachelor of Medicine, Bachelor of Surgery, Abschluss des Medizinstudiums). Als Assistenzarzt arbeitete er am Queen Mary Hospital in Hongkong, bevor er 1960 als Stipendiat an das Peter Bent Brigham Hospital nach Boston, Massachusetts, kam. 1962/1963 arbeitete er als Assistenzarzt an der University of Pittsburgh. Forschungsaufenthalte führten ihn an das Massachusetts Institute of Technology (MIT) in Cambridge, Massachusetts, an die McGill University in Montreal, Kanada, und an die University of Pennsylvania in Philadelphia, Pennsylvania, bevor er Assistent bei David Nathan am Boston Children′s Hospital wurde. Dort begann Kan, sich mit Hämoglobinopathien zu beschäftigen.
1970 erhielt Kan eine Professur (Assistant Professor) an der Harvard University. 1972 wurde er Leiter der Abteilung für Hämatologie am San Francisco General Hospital. Von 1976 bis 2003 forschte Kan zusätzlich für das Howard Hughes Medical Institute (HHMI). 1977 erhielt er eine Professur für Innere Medizin an der University of California, San Francisco (UCSF), 1979 für Biochemie und Biophysik. 1980 erwarb Kan noch einen D.Sc. an der University of Hong Kong. Seit 1983 leitet Kan die Abteilung für Genetik und Molekulare Hämatologie an der UCSF; er ist Louis K. Diamond Professor für Hämatologie.
Kan war Mitglied des Menschenrechtskomitees (Committee on Human Rights) der National Academies.

## Wirken
Kan gilt als Pionier der DNA-Analyse zu diagnostischen Zwecken. Kan konnte erstmals zeigen, dass eine einzelne Punktmutation ausreicht, um eine Krankheit zu verursachen. Gemeinsam mit Mitchell Golbus gelangen ihm 1975 und 1976 erstmals die Nachweise von Sichelzellanämie und Thalassämie aus fetalem Blut. Kan entdeckte 1978 den ersten DNA-Polymorphismus, der heute bei genetischen Analysen breite Anwendung findet. 1980 veröffentlichte Kan die Nukleotidsequenz der beiden Genloci des α-Hämoglobins. Jüngere Arbeiten befassen sich mit den Möglichkeiten der Gentherapie bei verschiedenen Hämoglobinopathien.

## Auszeichnungen (Auswahl)
- 1979 William Dameshek Prize der American Society of Hematology[4]
- 1981 Fellow der Royal Society[5]
- 1984 Gairdner Foundation International Award[6]
- 1984 William Allan Memorial Award[7]
- 1986 Mitgliedschaft in der National Academy of Sciences[8]
- 1986 Mitgliedschaft in der Academy of Sciences for the Developing World (TWAS)[9]
- 1988 Mitgliedschaft in der Academia Sinica[10]
- 1989 Warren Alpert Foundation Prize
- 1990 Präsident der American Society of Hematology[11]
- 1991 Albert Lasker Award for Clinical Medical Research[12]
- 1993 Mitgliedschaft in der American Academy of Arts and Sciences[13]
- 1996 Ausländisches Mitglied der Chinesischen Akademie der Wissenschaften[14]
- 2004 Shaw Prize[15][16]
- 2009 Mitgliedschaft in der American Philosophical Society[17]
- 2011 Karl Landsteiner Memorial Award